# 梅志寿
梅志寿（發音：[maːj˧˧ t͡ɕi˧˦ tʰɔ˧˨ʔ]；1922年7月15日—2007年5月28日）越南军事人物，大将军衔，越共中央政治局委员，曾任越南公安部部长、越共胡志明市市委书记。生于法属印度支那南定省。黎德寿的胞弟。對於政治宣传梅志寿曾有以下的評論：
"胡志明可能是個壞人，尼克森可能是個好人，美國人可能有正當的理由，我們可能沒有正當的理由。但我們贏了，美國人輸了，原因是我們說服人們相信胡志明是好人，尼克森是謀殺者，美國人是入侵者……關係是如何控制人們及其意見，這些事只有馬列主義者才能作到。